# Międzyzakładowy Związek Zawodowy Rewidentów Taboru
Międzyzakładowy Związek Zawodowy Rewidentów Taboru zrzesza pracowników następujących spółek grupy PKP S.A.:
- PKP Cargo S.A., Warszawa
- PKP Intercity S.A., Warszawa
- Koleje Mazowieckie Sp. z o.o., Warszawa

oraz spółek które wystąpiły z grupy PKP:
- Przewozy Regionalne Sp. z o.o., Warszawa

Związek jest członkiem centrali związkowej Ogólnopolskie Porozumienie Związków Zawodowych oraz Konfederacji Polskich Kolejarzy FORUM, obie z siedzibą w Warszawie. 

## Przewodniczący związku
- Lech Karwowski
- 2002–2009 - Włodzimierz Rudy
- od 2010 - Piotr Dubrownik

## Siedziba
Zarząd Krajowy związku do 2010 mieścił się w budynku b. Śląskiej Dyrekcji Okręgowej Kolei Państwowych w Katowicach, al. Roździeńskiego 1. 